# Пипец 2 (игра)
«Пипец 2» (англ. Kick-Ass 2) — компьютерная игра в жанре beat em' up, основанная на фильме «Пипец 2». Игра была выпущена 14 августа 2014 года для Windows, Xbox 360 и PlayStation 3. Является сиквелом Kick-Ass: The Game.
Игра получила отрицательные оценки критиков; журналисты ругали техническое состояние игры и отсутствие оригинальности.

## Игровой процесс
В начале игры геймплей сводится к тренировкам, однако со временем игрок начинает сражаться с врагами и боссами, аналогичными антагонистам одноимённого фильма. Игра включает широкий спектр оружия и ряд комбо, которые можно использовать для победы над врагами и боссами. Всего в игре пять боссов.

## Сюжет
События происходят в Нью-Йорке. Сюжет игры аналогичен фильму «Пипец 2» и разворачивается через три—четыре года после событий первого фильма и игры. Протагонист игры, Пипец, прекратил заниматься супергеройством и борьбой с преступностью. Однако нормальная жизнь ему быстро наскучивает, и он начинает тренироваться с одним из главных героев первой части, Убивашкой. Однако до того, как Пипец завершает обучение, Мазафакер, антагонист игры, потерявший свою мать в результате несчастного случая, обвиняет Пипца в её смерти и клянётся ему отомстить.

## Критика
| Иноязычные издания | Иноязычные издания |
| Издание            | Оценка             |
| ------------------ | ------------------ |
| IGN                | 2,8/ 10            |

Как и первая игра франшизы, «Пипец 2» получил негативные отзывы прессы. Журналисты ругали техническое состояние игры и отсутствие оригинальности.